# Fuerzas Nacionales e Islámicas Palestinas
Las Fuerzas Nacionales e Islámicas Palestinas (en árabe: القوى الوطنية والإسلامية الفلسطينية‎) es una coalición formada poco después del estallido de la segunda Intifada con la autorización de Yasser Arafat y liderada por Marwan Barghouti. La coalición coordina la agenda de sus miembros y ayuda a ejecutar acciones políticas conjuntas contra Israel. Según la Liga Antidifamación, el grupo gozó de una influencia significativa durante la segunda Intifada, pero desde la elección de Mahmoud Abbas en 2005 está menos activo.
La coalición incluye facciones de la OLP y no pertenecientes a la OLP, algunas de las organizaciones participantes están catalogadas como terroristas en Occidente.
El comité del grupo incluye representantes de las siguientes organizaciones:
- Movimiento de Liberación Nacional Palestino (Fatah)
- Frente Popular para la Liberación de Palestina (FPLP)
- Movimiento de Resistencia Islámica (Hamás)
- Frente Democrático por la Liberación de Palestina (FDLP)
- Partido del Pueblo Palestino (PPP)
- Unión Palestina Democrática (FIDA)
- Frente para la Liberación de Palestina
- Frente de Lucha Popular Palestina (FLP)
- Frente de Lucha Popular Palestina (FLP, facción de Khalid ‘Abd al-Majid)
- Frente por la Liberación Árabe
- Frente Popular para la Liberación de Palestina-Comando General
- Partido Islámico de Salvación Nacional
- Yihad Islámica Palestina
- Vanguardia para la Guerra de Liberación Popular - Fuerzas del Rayo As-Saika
- Palestine13 (P13)